# Pierre Robert Olivétan
Pierre Robert Olivétan, també conegut com a Louis Olivier, Louis Pierre o Pierre Robert, (1505, Noyon - 1538, Roma) fou un pedagog, hebraista, hel·lenista i teòleg francès, autor de la primera traducció protestant de la Bíblia al francès a partir del text original (en hebreu i grec), l'anomenada Bíblia Olivetana, que fou publicada per primer cop el 1535 a Neuchâtel.
La seva obra de predicador reformat i traductor el portà a multiplicar els pseudònims astutament per evitar l'acumulació sobre el seu cap del risc de condemna, així que signà sobre les edicions i els documents amb pseudònims com: P. Robertus Olivetanus, Robertus Olivetanus, Robertus, Pierre Robert, Pierre Trebor, Kepha, Pierre o Louis, Olivet, Belisem, Louis Olivier...

## Biografia
Era cosí de Jean Cauvin i estudià a Orleans. El 1528 decidí convertir-se al protestantisme i fugí a Estrasburg, on estudià hebreu amb Martin Bucer i Wolfgang Capito. Renuncià a convertir-se en pastor de l'Església Reformada per ser preceptor primer a Neuchâtel, després a Ginebra (1532) i per acabar a les valls valdeses del Piemont (1533). Aquest interès per l'ensenyament es veu confirmat per la seva única publicació coneguda com a autor: L'Instruction des enfants (1533).
Com que el 1532 els valdesos decidiren unir-se a la Reforma Protestant, decidiren finançar la traducció completa de la Bíblia al francès, la llengua que es parlava aleshores a les valls valdeses. Encarregaren aquest treball a Olivétan i el completà en menys de dos anys, traduint de l'hebreu i del grec originals. La primera edició de la Bíblia es publicà el 1535 a Neuchâtel amb un famós pròleg del seu cosí Jean Cauvin. Després treballà fins a la seva mort revisant aquesta traducció, que continuà essent fonament de futures edicions fins al Saló de Ginebra de 1588, sota el títol de Bíblia dels Pastors i els Mestres. Olivétan deixà Ginebra el 1538 i morí a Itàlia l'estiu d'aquell mateix any.